# 라이온하트스튜디오
주식회사 라이온하트스튜디오(영어:  Lionheart Studio)는 대한민국의 게임 개발사로, 본사는 경기도 성남시 분당구 판교테크원타워 14층에 있다.

## 역사
2014년 설립되어 "블레이드 for Kakao"를 개발하였고 2021년 <오딘: 발할라 라이징>을 출시하였다.

## 게임 개발 프로젝트
- ODIN: VALHALLA RISING (북유럽 신화 기반 MMORPG)
- Project C, Project S, Project Q 등 다양한 게임 개발 중